# Troels Skjærbæk
Troels Skjærbæk (født 21. Maj 1974 i Herning) er en dansk bassist, mest kendt som medstifter af rockbandet Inside The Whale.

## Baggrund
Han er opvokset i Lind, hvor han begyndte at spille guitar og senere bas. Spillede i de første år i mange forskellige, lokale sammenhænge - blandt andet i skolebandet It's It - og dannede så i 1992 bandet Inside The Whale, sammen med sanger og sangskriver Marcus Winther-John, guitaristen Lars Skjærbæk og trommeslageren Peter Bjerrum. Bandet fik hurtigt succes og var med i finalen i DM i Rock både i 1992 og 1993. I 1993 vandt bandet Jyllandspostens musikkonkurrence "Chancen" på Midtfyns Festivalen. Det førte videre til udgivelsen af fire studie-albums og et hav af livekoncerter i ind- og udland.
Inside The Whale blev opløst i 2001.

## Tour- og studiemusiker
Troels blev herefter medlem af rockbandet Baal, som han stadig spiller med. Sammen med Baal har han lavet fire studiealbum og musik til de tre teaterstykker Antigone, The Last Show og Trold Tæmmes.
Sammen med storebror, Lars Skjærbæk, er han også medstifter af trioen Boat Man Love, der i mange år har været backingband for Michael Falch.
Troels Skjærbæk har desuden spillet freelance for en lang række forskellige artister - både på studieindspilninger og som tourmusiker. Han har blandt andre spillet - og indspillet - med Poul Krebs, Michael Learns To Rock, Hush, Signe Svendsen, Thomas Buttenschøn, Lisa Nilsson, Kevin Welch, Henning Kvitnes, Claudia Scott og Dustin Welch.

Troels Skjærbæk har endvidere i en årrække turneret rundt som bassist for entertaineren Niels Hausgaard.
I oktober 2022 udgav Skjærbæk albummet Seeds sammen med vennen og kollegaen Thomas Fleron. De to havde siden 90'erne talt om, at de ville lave noget sammen. Og da Covid19-pandemien ramte verden i 2021 begyndte de to at snakke om, at tiden var inde.